# HVK Gusar
Hrvatski veslački klub »Gusar« iz Splita najtrofejniji je veslački klub u Hrvatskoj. 

## Povijest
Klub je osnovan 5. ožujka 1914. u Splitu, pred početak prvog svjetskog rata, a osnivači su bili inž. Fabjan Kaliterna (osnivač Hajduka), inž. Josip Kodl i dr. Ivo Stalio koji je izabran za prvog predsjednika. Već iste godine, na prijedlog „Jadrana” ustanovljena je veslačka sekcija Hrvatskoga sportskoga saveza u Zagrebu.
Za potrebe kluba veslač i poslije dužnosnik arhitekt Josip Kodl projektirao je 1927. Gusarov dom na Matejušci. Zgrada je srušena 1990., a klub danas ima sjedište u uvali Spinut.

## Najznačajniji uspjesi
8. rujna 1923. godine u Crikvenici na prvom veslačkom prvenstvu Jugoslavije, na kojem su sudjelovali samo klubovi iz Hrvatske (“Krka”-Šibenik, “HVK”-Zagreb, “Neptun”-Dubrovnik, “Gusar”-Split, “Adria”-Split i “Vukovar” iz Vukovara) Gusar je odnio skoro sve pobjede. 
1929. Gusarov osmerac nastupa na europskom prvenstvu u Bidgoszczu u Poljskoj i osvaja srebrenu medalju. Veslali su: Dragi Glavinović, prof. Josip Gattin, Miće Ljubić, Emil Brainović, Petar Kukoč, Josip Mrklić, prof. Andro Žeželj, Duško Žeželj i kormilar Kamilo Roić.
4. rujna 1932. na europskom prvenstvu u Beogradu, Gusarov osmerac u sastavu Vjekoslav Rafaelli, Ivo Fabris, Elko Mrduljaš, Jure Mrduljaš, Petar Kukoč, Jakov Tironi, Luka Marasović, Bruno Marasović i kormilar Miroslav Kraljević, osvojio je zlatnu medalju.
1952. na Olimpijskim Igrama u Helsinkiju Gusarov četverac bez kormilara osvaja zlatnu olimpijsku medalju. To su bile prve zlatne olimpijske medalje koje su osvojili hrvatski sportaši i prve zlatne olimpijske medalje za Jugoslaviju. Veslali su: Duje Bonačić, Mate Trojanović, Velimir Valenta i Petar Šegvić. Trener je bio Davor Jelaska.
Na svjetskom prvenstvu u Indianapolisu 1994. godine u dvojcu s kormilarom Tihomir Franković, Igor Boraska i kormilar Milan Ražov osvajili su zlatnu medalju. Trener je bio Igor Čulin.
Braća Siniša i Nikša Skelin tri puta (2002., 2005. i 2007.) osvojila su svjetski kup u disciplini dvojac bez kormilara. Trener je bio Igor Čulin. 
Ukupno, veslači Gusara (kao članovi Gusara, jer neki od njih su osvajali medalje i kao članovi drugih klubova) osvojili su 4 zlatne, 2 srebrne i 7 brončanih olimpijskih medalja, 3 zlatne, 11 srebrnih i 5 brončanih medalja sa svjetskih prvenstava, 9 zlatnih, 9 srebenih i 10 brončanih medalja s europskih prvenstava, 6 zlatnih medalja na Svjetskom kupu, mnoštvo medalja na Mediteranskim igrama, svjetskim prvenstvima za juniore i najznačajnijim međunarodnim regatama, te više stotina medalja na državnim prvenstvima Jugoslavije i Hrvatske. Sam legendarni veslač Gusara Zlatko Celent, sudionik 4 Olimpijade i osvajač jedne olimpijske brončane medalje i jednog 4. mjesta, bio je 25 puta državni prvak!.

## Najistaknutiji veslači
- Aleksandar Vukić
- Kamilo Roić
- Duje Bonačić
- Mate Trojanović
- Velimir Valenta
- Petar Šegvić
- Elko Mrduljaš
- Ivo Fabris
- Petar Kukoč
- Slavko Alujević
- Zlatko Celent
- Duško Mrduljaš
- Mirko Ivančić
- Tihomir Franković
- Igor Boraska
- Siniša Skelin
- Nikša Skelin
- Damir Vučičić
- Tomislav Smoljanović
- Milan Ražov (kormilar)
- Josip Reić (kormilar)
- Ratko Cvitanić (kormilar).[1]
- Petar Vitezica[3]